# 4 × 400 meter stafett för damer i friidrott vid olympiska sommarspelen 2000
4 × 400 meter stafett för damer vid olympiska sommarspelen 2000 i Sydney avgjordes 29-30 september. 

## Medaljörer
| Gren          | Guld                                                                     | Guld    | Silver | Silver  | Brons | Brons   |
| 4 x 400 meter | USA Jearl Miles-Clark Monique Hennagan LaTasha Colander Andrea Anderson* | 3.22,62 | Jamaica Sandie Richards Catherine Scott Deon Hemmings Lorraine Graham Charmaine Howell* Michelle Burgher* | 3.23,25 | Ryssland Julia Sotnikova Svetlana Gontjarenko Olga Kotljarova Irina Privalova Natalja Nazarova* Olesia Zykina* | 3.23,46 |

## Resultat
- Q innebär avancemang utifrån placering i heatet.
- q innebär avancemang utifrån total placering.
- DNS innebär att personen inte startade.
- DNF innebär att personen inte fullföljde.
- DQ innebär diskvalificering.
- NR innebär nationellt rekord.
- OR innebär olympiskt rekord.
- WR innebär världsrekord.
- AR innebär världsdelsrekord (area record) i detta fall Oceanien
- PB innebär personligt rekord.
- SB innebär säsongsbästa.

### Försöksheat

#### Heat 1
| Heat 1 av 3 Datum: Fredagen den 29 september 2000 | Heat 1 av 3 Datum: Fredagen den 29 september 2000 | Heat 1 av 3 Datum: Fredagen den 29 september 2000 | Heat 1 av 3 Datum: Fredagen den 29 september 2000                      | Heat 1 av 3 Datum: Fredagen den 29 september 2000 | Heat 1 av 3 Datum: Fredagen den 29 september 2000 | Heat 1 av 3 Datum: Fredagen den 29 september 2000 | Heat 1 av 3 Datum: Fredagen den 29 september 2000 | Heat 1 av 3 Datum: Fredagen den 29 september 2000 |
| Placering                                         | Placering                                         | Nation                                            | Idrottare                                                              | Bana                                              | Tid                                               | Kval.                                             | Rekord                                            |                                                   |
| Heat                                              | Totalt                                            | Nation                                            | Idrottare                                                              | Bana                                              | Tid                                               | Kval.                                             | Rekord                                            |                                                   |
| ------------------------------------------------- | ------------------------------------------------- | ------------------------------------------------- | ---------------------------------------------------------------------- | ------------------------------------------------- | ------------------------------------------------- | ------------------------------------------------- | ------------------------------------------------- | ------------------------------------------------- |
| 1                                                 | 2                                                 | USA                                               | Jearl Miles Clark, Monique Hennagan, Andrea Anderson, LaTasha Colander | 4                                                 | 3.23,95                                           | Q                                                 | SB                                                |                                                   |
| 2                                                 | 5                                                 | Kuba                                              | Zulia Calatayud, Julia Duporty, Idalmis Bonne, Daimí Pernía            | 3                                                 | 3:25.22                                           | Q                                                 | SB                                                |                                                   |
| 3                                                 | 9                                                 | Belarus                                           | Natalja Sologub, Jelena Budnik, Iryna Chliustava, Anna Kozak           | 8                                                 | 3:26.31                                           |                                                   | NR                                                |                                                   |
| 4                                                 | 10                                                | Tyskland                                          | Shanta Ghosh, Ulrike Urbansky, Birgit Rockmeier, Florence Ekpo-Umoh    | 5                                                 | 3:27.02                                           |                                                   | SB                                                |                                                   |
| 5                                                 | 12                                                | Kanada                                            | Karlene Haughton, LaDonna Antoine, Foy Williams, Samantha George       | 2                                                 | 3:27.36                                           |                                                   | SB                                                |                                                   |
| 6                                                 | 17                                                | Spanien                                           | Julia Alba, Norfalia Carabalí, Miriam Bravo, Maite Martínez            | 7                                                 | 3:32.45                                           |                                                   | SB                                                |                                                   |
| 7                                                 | 20                                                | FR Jugoslavien                                    | Mila Savić, Jelena Stanislavljević, Vukosava Đapić, Tatjana Lojanica   | 1                                                 | 3:37.99                                           |                                                   |                                                   |                                                   |
|                                                   |                                                   | Kamerun                                           |                                                                        |                                                   | Startade inte                                     |                                                   |                                                   |                                                   |

#### Heat 2
| Heat 2 av 3 Datum: Fredagen den 29 september 2000 | Heat 2 av 3 Datum: Fredagen den 29 september 2000 | Heat 2 av 3 Datum: Fredagen den 29 september 2000 | Heat 2 av 3 Datum: Fredagen den 29 september 2000                      | Heat 2 av 3 Datum: Fredagen den 29 september 2000 | Heat 2 av 3 Datum: Fredagen den 29 september 2000 | Heat 2 av 3 Datum: Fredagen den 29 september 2000 | Heat 2 av 3 Datum: Fredagen den 29 september 2000 | Heat 2 av 3 Datum: Fredagen den 29 september 2000 |
| Placering                                         | Placering                                         | Nation                                            | Idrottare                                                              | Bana                                              | Tid                                               | Kval.                                             | Rekord                                            |                                                   |
| Heat                                              | Totalt                                            | Nation                                            | Idrottare                                                              | Bana                                              | Tid                                               | Kval.                                             | Rekord                                            |                                                   |
| ------------------------------------------------- | ------------------------------------------------- | ------------------------------------------------- | ---------------------------------------------------------------------- | ------------------------------------------------- | ------------------------------------------------- | ------------------------------------------------- | ------------------------------------------------- | ------------------------------------------------- |
| 1                                                 | 6                                                 | Storbritannien                                    | Helen Frost, Donna Fraser, Allison Curbishley, Katharine Merry         | 5                                                 | 3.25,28                                           | Q                                                 | SB                                                |                                                   |
| 2                                                 | 7                                                 | Jamaica                                           | Charmaine Howell, Catherine Scott, Michelle Burgher, Sandie Richards   | 8                                                 | 3:25.65                                           | Q                                                 | SB                                                |                                                   |
| 3                                                 | 8                                                 | Ryssland                                          | Julia Sotnikova, Olesia Zykina, Svetlana Gontjarenko, Natalja Nazarova | 4                                                 | 3:26.05                                           | q                                                 |                                                   |                                                   |
| 4                                                 | 11                                                | Italien                                           | Daniela Graglia, Francesca Carbone, Fabiola Piroddi, Virna De Angeli   | 3                                                 | 3:27.23                                           |                                                   | SB                                                |                                                   |
| 5                                                 | 15                                                | Indien                                            | Paramjeet Kaur, Jincy Philip, Rosa Kutty, K.M.Beena Mol                | 2                                                 | 3:31.46                                           |                                                   |                                                   |                                                   |
| 6                                                 | 18                                                | Puerto Rico                                       | Militza Castro, Sandra Moya, Beatriz Cruz, Maritza Salas               | 6                                                 | 3:33.30                                           |                                                   | NR                                                |                                                   |
| 7                                                 |                                                   | Colombia                                          |                                                                        | 7                                                 | Startade inte                                     |                                                   |                                                   |                                                   |

#### Heat 3
| Heat 3 av 3 Datum: Fredagen den 29 september 2000 | Heat 3 av 3 Datum: Fredagen den 29 september 2000 | Heat 3 av 3 Datum: Fredagen den 29 september 2000 | Heat 3 av 3 Datum: Fredagen den 29 september 2000                          | Heat 3 av 3 Datum: Fredagen den 29 september 2000 | Heat 3 av 3 Datum: Fredagen den 29 september 2000 | Heat 3 av 3 Datum: Fredagen den 29 september 2000 | Heat 3 av 3 Datum: Fredagen den 29 september 2000 | Heat 3 av 3 Datum: Fredagen den 29 september 2000 |
| Placering                                         | Placering                                         | Nation                                            | Idrottare                                                                  | Bana                                              | Tid                                               | Kval.                                             | Rekord                                            |                                                   |
| Heat                                              | Totalt                                            | Nation                                            | Idrottare                                                                  | Bana                                              | Tid                                               | Kval.                                             | Rekord                                            |                                                   |
| ------------------------------------------------- | ------------------------------------------------- | ------------------------------------------------- | -------------------------------------------------------------------------- | ------------------------------------------------- | ------------------------------------------------- | ------------------------------------------------- | ------------------------------------------------- | ------------------------------------------------- |
| 1                                                 | 1                                                 | Nigeria                                           | Doris Jacob, Olabisi Afolabi, Rosemary Okafor, Charity Opara               | 5                                                 | 3.22,99                                           | Q                                                 | SB                                                |                                                   |
| 2                                                 | 3                                                 | Australien                                        | Tamsyn Lewis, Susan Andrews, Jana Pittman, Nova Peris-Kneebone             | 2                                                 | 3:24.05                                           | Q                                                 | AR                                                |                                                   |
| 3                                                 | 4                                                 | Tjeckien                                          | Jitka Burianová, Hana Benešová, Lenka Ficková, Helena Dziurova-Fuchsová    | 3                                                 | 3:24.40                                           | q                                                 | SB                                                |                                                   |
| 4                                                 | 13                                                | Senegal                                           | Aïda Diop, Mame Tacko Diouf, Aminata Diouf, Amy Mbacke Thiam               | 1                                                 | 3:28.02                                           |                                                   | NR                                                |                                                   |
| 5                                                 | 14                                                | Barbados                                          | Melissa Straker, Andrea Blackett, Michael Williams, Tanya Oxley            | 7                                                 | 3:30.83                                           |                                                   | SB                                                |                                                   |
| 6                                                 | 16                                                | Irland                                            | Karen Shinkins, Martina McCarthy, Emily Maher, Ciara Sheehy                | 6                                                 | 3:32.24                                           |                                                   | NR                                                |                                                   |
| 7                                                 | 19                                                | Slovenien                                         | Meta Macus, Brigita Langerholc, Jolanda Steblovnik-Ceplak, Saša Prokofijev | 8                                                 | 3:35.00                                           |                                                   | NR                                                |                                                   |
| 8                                                 | 21                                                | Uzbekistan                                        | Natalja Kobina, Jelena Piskunova, Zamira Amirova, Natalja Senkina          | 4                                                 | 3:43.96                                           |                                                   |                                                   |                                                   |

### Final
| 1 | USA            | Jearl Miles Clark, Monique Hennagan, Marion Jones, LaTasha Colander        | 5 | 3.22,62 |    |
| 2 | Jamaica        | Sandie Richards, Catherine Scott, Deon Hemmings, Lorraine Graham           | 7 | 3.23,25 | SB |
| 3 | Ryssland       | Julia Sotnikova, Svetlana Gontjarenko, Olga Kotljarova, Irina Privalova    | 1 | 3.23,46 | SB |
| 4 | Nigeria        | Olabisi Afolabi, Charity Opara, Rosemary Okafor, Falilat Ogunkoya          | 3 | 3.23,80 |    |
| 5 | Australien     | Nova Peris-Kneebone, Tamsyn Lewis, Melinda Gainsford-Taylor, Cathy Freeman | 4 | 3.23,81 | AR |
| 6 | Storbritannien | Tasha Danvers, Donna Fraser, Allison Curbishley, Katharine Merry           | 6 | 3.25,67 |    |
| 7 | Tjeckien       | Jitka Burianová, Hana Benešová, Lenka Ficková, Helena Dziurova-Fuchsová    | 2 | 3.29,17 |    |
| 8 | Kuba           | Zulia Calatayud, Julia Duporty, Idalmis Bonne, Daimí Pernía                | 8 | 3.29,47 |    |